# FoodTech
La foodtech est un anglicisme construit à partir des mots food et technology. Ce terme met en avant un écosystème de jeunes entreprises innovantes (start-up) qui emploient les nouvelles technologies dans le secteur de l’alimentation.

## Définition
La FoodTech est l’ensemble des entrepreneurs et des startups du domaine alimentaire (de la production au consommateur final) qui innovent sur les produits, la distribution, le marché ou le modèle économique.
Les solutions apportées par les entreprises de la FoodTech peuvent profiter à toutes les parties prenantes du secteur de l’alimentaire comme les exploitants agricoles, les agriculteurs ou encore les sociétés de transformation et de création de nouveaux produits alimentaires. La FoodTech est un secteur en pleine expansion, dopé par le progrès technique et les nouvelles tendances de consommation,.
D’après le rapport d’AgFunder, la FoodTech représente en 2022, un marché mondial de 250 milliards d’euros pour plus de 4 000 startups.

## Catégories
Il existe six grandes catégories dans la FoodTech :
- AgTech :  Startups qui inventent l’agriculture du futur. Cela se traduit par des solutions pour améliorer la qualité et le rendement des productions agricoles avec des drones, des capteurs et des logiciels de gestion de la ferme. L’AgTech concerne également la production de nouveaux produits ainsi que la réflexion sur les fermes urbaines et la ferme du futur.
- Food science : Startups qui développent de nouveaux ingrédients ou nouveaux produits alimentaires.
- Foodservice : Startups qui améliorent la gestion des entreprises de restauration hors foyer. Elles préparent aussi les évolutions à venir avec les cloud kitchens et la robotisation.
- Consumer tech : startups développant des services et outils pour aider le consommateur à mieux cuisiner, identifier les meilleurs aliments pour lui et atteindre ses objectifs personnels, avec par exemple Just Eat, Deliveroo, HelloFresh.
- Delivery : startups qui développent des services de commande et livraison de repas ou courses.
- Supply chain : startups développant des solutions pour la supply chain alimentaire et la grande distribution, de la numérisation à l’automatisation.

## Exemple
Plusieurs entreprises se sont développés dans la lutte contre le gaspillage alimentaire, c'est le cas de Too Good To Go et Phenix.